# Yuhina à cou roux
Yuhina flavicollis
Espèce
Le Yuhina à cou roux (Yuhina flavicollis) est une espèce d'oiseaux passereaux de la famille des Zosteropidae.

## Systématique
L'espèce Yuhina flavicollis a été décrite pour la première fois en 1836 par le naturaliste anglais Brian Houghton Hodgson (1800-1894).

## Description
Le Yuhina à cou roux mesure 13 cm.
C'est une espèce sédentaire qui forme des petits groupes et se mêle à d'autres groupes de timalies.
Il a une crête pointue et un collier blanc.
Le Yuhina à ventre roux est un petit oiseau dont les traits distinctifs sont le dessus gris-brun, la nuque et le ventre roux, une huppe proéminente et une queue légèrement fourchue.
Les iris de cet oiseau sont bruns, le cercle orbital est blanc. Le bec est brun rougeâtre, gris rougeâtre ou rose. Les pattes varient du jaune au brun rougeâtre terne.
Le chant du Yuhina est simple, de faible puissance et relativement haut-perché. Les cris sont constitués de notes brèves, rudes, nasales, bourdonnantes et pleines d’entrain.

## Liste des sous-espèces
Selon la classification de référence du Congrès ornithologique international (version 14.2, 2024) :
- Yuhina flavicollis albicollis (Ticehurst & Whistler, 1924) — centre/ouest de l'Himalaya ;
- Yuhina flavicollis flavicollis Hodgson, 1836 — est de l'Himalaya et sud-est du Tibet ;
- Yuhina flavicollis rouxi (Oustalet, 1896) — nord-est de l'Inde et nord de l'Indochine ;
- Yuhina flavicollis rogersi Deignan, 1937 — nord de la Thaïlande ;
- Yuhina flavicollis constantiae Ripley, 1953 — centre du Laos.

## Alimentation
Cet oiseau se nourrit d'insectes, d'araignées, de baies et du nectar de fleurs.

## Nidification
Son nid en forme de coupe est constitué de mousse et de radicelles. Il est suspendu à la fourche d'une branchette dans un arbre.

## Répartition et habitat
Le Yuhina à coux roux se trouve de l'Est de l'Himalaya et du Sud de la Chine jusqu'au Nord du Vietnam.
Il hiverne dans les bois de piémont et de plaine et niche dans les forêts de montagne.